# Карлота (предводительница восстания)
Карлота Лукуми (также известная как La Negra Carlota; умерла в ноябре 1844 года) — кубинская рабыня африканского происхождения (из йоруба), бывшая вместе с Ферминией Лукуми предводительницей восстания рабов на плантациях и сахарном заводе «Триунвирато» в Матансасе в «Год плети» (1843—1844).
После Кубинской революцииучастились отсылки к памяти о Карлоте как символу значимости борьбы афрокубинцев, и отправка кубинских сил в Анголу в 1975 году получила название операция «Карлота». Впрочем, непосредственных подробностей из жизни Карлоты известно немного из-за нехватки надёжных источников, документирующих жизнь рабов, и их сложностей с описанием реалий рабской жизни. Большую часть информации о Карлоте и её современниках предоставляют показания рабов, полученные в ходе расследований после восстаний, что затрудняет построение полного представления о её участии в восстании 1843 года, не говоря уже о подробной биографии.
Ученые считают Карлоту значимой личностью из-за того, что в восстании мужчин-рабов за собой вела женщина, а также из-за использования памяти о ней в общественной сфере на Кубе. Карлота и её восстание увековечены в рамках проекта ЮНЕСКО «Невольничий путь» в скульптуре на плантации Триунвирато, которая ныне была превращена в мемориал и музей.

## Биография и значение
Карлота — пожалуй, самая известная историческая фигура в восстании на Триунвирато. Она играла в нём ведущую роль наряду с Эдуардо, Нарсисо, Фелипе Лукуми и Мануэлем Гангой. Однако мало что известно о её жизни, помимо участия в восстании. Она была женщиной африканского происхождения из племени лукуми, но точная дата её рождения неизвестна. Она погибла в бою в конце восстания, распространившегося на плантацию Сан-Рафаэль. Это восстание было последним в серии восстаний рабов на Кубе 1843—1844 годов, известных как La Escalera. Их подавление сопровождалось волной жестоких репрессий испанских колониальных властей и белой верхушки против рабов и свободных цветных.
Согласно исследованию по этой теме, Карлота сыграла заметную роль в восстании Триунвирато, распространив его с этой плантации на соседнюю (Акана), заручившись поддержкой масс рабов и к концу восстания охватив в общей сложности пять плантаций. Она запомнилась нападением на дочь надсмотрщика, о чём упоминалось во многих свидетельствах, собранных после восстания. Некоторые кубинские учёные отнесли её к категории павших в борьбе за свободу мучениц, и к памяти о ней взывали, чтобы показать, что восстания рабов были предтечами социалистической революции 1959 года.
Карлота и еще одна рабыня, Фирмина, были двумя женщинами среди организаторов восстания рабов на плантации Триунвирато. В то время большинство других изображений рабынь, как правило, были предательскими или сексуализированными, и историки обычно характеризовали восстания рабов как сугубо мужское начинание. Однако такие восставшие женщины, как Карлота и Фирмина, разрушают подобное представление. Будучи лидером и в конечном итоге осмысляясь в 20 веке как мученица восстания Триунвирата, Карлота стала символом кубинской памяти как сильная женщина, которая в конечном итоге стала олицетворять идеи кубинскости и революции.

## Восстание
Восстание на «Триунвирато» 5 ноября 1843 года было одним из серии выступлений рабов на Кубе в том году, известных как Ла Эскалера, что в переводе с испанского означает «лестница». Это название происходит от наиболее заметной формы пыток, применявшихся к рабам и свободным цветным во время волны репрессий, последовавшей за насильственным подавлением восстания. Поскольку восстания сопровождались насилием против белых рабовладельцев и надсмотрщиков на плантациях, а также огромным ущербом имуществу, они ознаменовали пик страха привилегированных белых перед бунтом порабощённых. Эти события также важны для кубинской истории, поскольку подвели итог под чередой заговоров (начиная с Хосе Антонио Апонте) и восстаний рабов первой половины XIX века, которые возобновились только с началом движения за независимость Кубы против Испании в 1868 году.
Изменение имперских и экономических условий на Кубе в первой половине XIX века спровоцировало волну восстаний рабов в 1830—1840-х годах. Историки расходятся во мнениях относительно причин этих восстаний. Некоторые называют интенсификацию плантационного типа земледелия, увеличение числа рабов, вывезённых на Кубу в этот период, и распространение мятежных новостей и идеологий среди угнетённого населения острова. Другие авторы подчёркивают влияние движений за независимость соседнего карибского острова Гаити и за отмену рабства, что способствовало распространению революционных идей среди населения Кубы; к тому же, именно выбывание Гаити из цепочек поставок рабов и сахарного тростника привело к интенсификации плантационного производства на острове. Также проводят прямую связь между предыдущими выступлениями кубинских рабов вроде заговора 1812 года под предводительством Хосе Антонио Апонте.

## Методологические трудности
То, как писали о восстаниях в официальных источниках, отображало намерения колониальных властей оправдать свои репрессии. Это привело к стиранию любых сведений о движении рабов за свободу. Однако память о Ла Эскалере вдохновляла новые повстанческие группы, формировавшиеся на протяжении столетия на Кубе.
Большая часть информации о роли Карлоты получена из показаний рабов и других архивных записей. Историки указали на проблемы использования такой информации. Ведь показания рабов записывались в разгар репрессий, в условиях иерархических (если не насильственных) властных отношений между колониальными чиновниками и рабами. Историк Айша Финч указывает на иронию попыток понять опыт рабов, страдавших от чудовищного угнетения и насилия, через записи виновников этих процессов, и соответственно называет эти документы из-за их глубоко предвзятого характера. Поэтому историки работали над критическим прочтением архивных документов.
Во многих научных анализах этих восстаний Карлота, как и Ферминия, упоминаются лишь вкратце. Например, в труде кубинского историка Хосе Лучано Франко Карлота занимает второстепенное место по сравнению с мужчинами-лидерами восстания. Аналогичным образом, в таких текстах, как «Triunvirato — Historia de un Rincon Azucarero de Cuba» Рикардо Васкеса и «Семена восстания» Мануэля Барсии, Карлота упоминается лишь вскользь, хотя Барсия затем детально остановился на роли её (и Ферминии) в работе 2014 года «Западноафриканское военное ремесло в Баие и на Кубе: воины-рабы в Атлантическом мире». Игнорирование вклада Карлоты могло быть продуктом традиционного взгляда на восстание рабов как на сугубо мужское дело. Из-за скудных упоминаний Карлоты и, возможно, искажений в архиве, а также из-за отсутствия ее сведений во вторичных источниках, сложно составить целостную картину её жизни и конкретной роли.

## Память о Карлоте
Спустя долгое время после гибели Карлоты память о ней была использована послереволюционным кубинским государством. Интервенция Кубы в Анголу с целью оказания помощи движению МПЛА в борьбе за независимость и против враждебных групп была названа в честь мятежной рабыни. Историк Майра Энн Хаузер пролила свет на то, как Фидель Кастро и его революционное правительство использовали историческую память о восстаниях рабов и других угнетённых на протяжении всего XIX века для достижения своих политических целей. Примером такого отношения может служить анализ восстания на «Триунвирато», проведённый кубинским историком Хосе Лучано Франко, в котором он прямо называет его участников «предшественниками» революции 1959 года. Франко цитирует собственные речи Фиделя Кастро, связывающие рабовладельческое прошлое Кубы с революционной борьбой современности. Концептуализация истории в русле исторического материализма указывала США как ведущую империалистическую державу, а такие страны, как Куба и Ангола — угнетёнными, восставшими против неё.
Использование имени кубинской рабыни африканского происхождения в ходе интервенции в Африку также не было случайным. Кастро использовал эту связь, чтобы представить вмешательство Кубы в Анголу как своего рода «возвращение домой» или реванш афрокубинского населения. Концепция расовых отношений на Кубе в то время подчёркивала «кубинскость» (Cubanidad), а не расовую идентичность. Идеи строительства нации взяли верх над расовыми разногласиями, что позволило Кастро концептуализировать африканское прошлое Кубы как общее для всех её граждан в XX веке, и таким образом оправдать «возвращение» в Анголу в 1970-х годах. Связав борьбу рабов за свободу в XIX веке, борьбу Кубы против западного неоколониализма в XX веке и борьбу Африки за независимость в XX веке, память о Карлоте оказалась полезным инструментом для продвижения кубинских революционных идеалов.
Помимо операции «Карлота» в Анголе, Карлота вновь стала объектом общественного внимания благодаря проекту ЮНЕСКО «Невольничий путь». В 1991 году на плантации Триунвирато, где произошло восстание, был воздвигнут мемориал в память о лидере восставших рабов. По данным кубинской газеты Granma, мемориальное место было возведено в честь наследия, которое кубинские рабы оставили для кубинского общества и культуры. Проект «Невольничий путь» призван «нарушить молчание, окружающее работорговлю и рабство, которые затронули все континенты и стали причиной великих потрясений, сформировавших наши современные общества». Цели проекта — пролить свет на историю рабства, понять, какие глобальные преобразования произошли из его наследия, и внести вклад в международную культуру мира.
В 2015 году мемориал в Триунвирато был использован в качестве места празднования 40-й годовщины операции «Карлота». Это показывает, насколько тесно образ Карлоты в памяти кубинцев связан с вмешательством страны в дела Африки. Карлота осталась в памяти кубинского народа как олицетворение кубинских революционных идеалов.